# Jablanica (dopływ Obnicy)
Jablanica (serb. Јабланица) – rzeka w zachodniej Serbii, w okolicach Valjeva, prawy dopływ Obnicy, wraz z którą na 1 km przed Valjevem tworzą rzekę Kolubarę. Rzeka wypływa ze wschodniego zbocza góry Jablanik. Długość rzeki wynosi 21,5 km, powierzchnia dorzecza 148 km², a średni przepływ 2 m³/s.

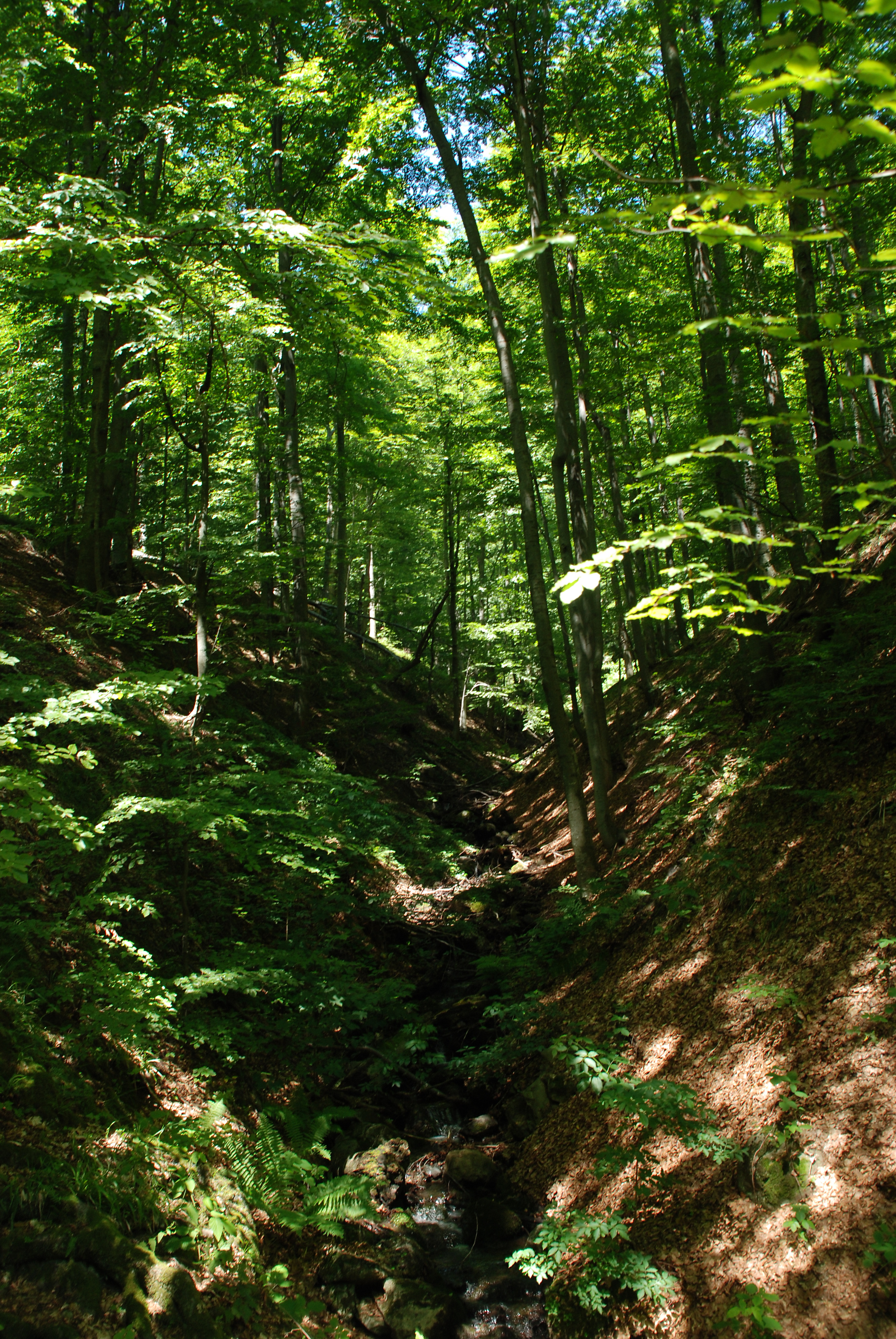
Źródło Jablanicy – góra Jablanik
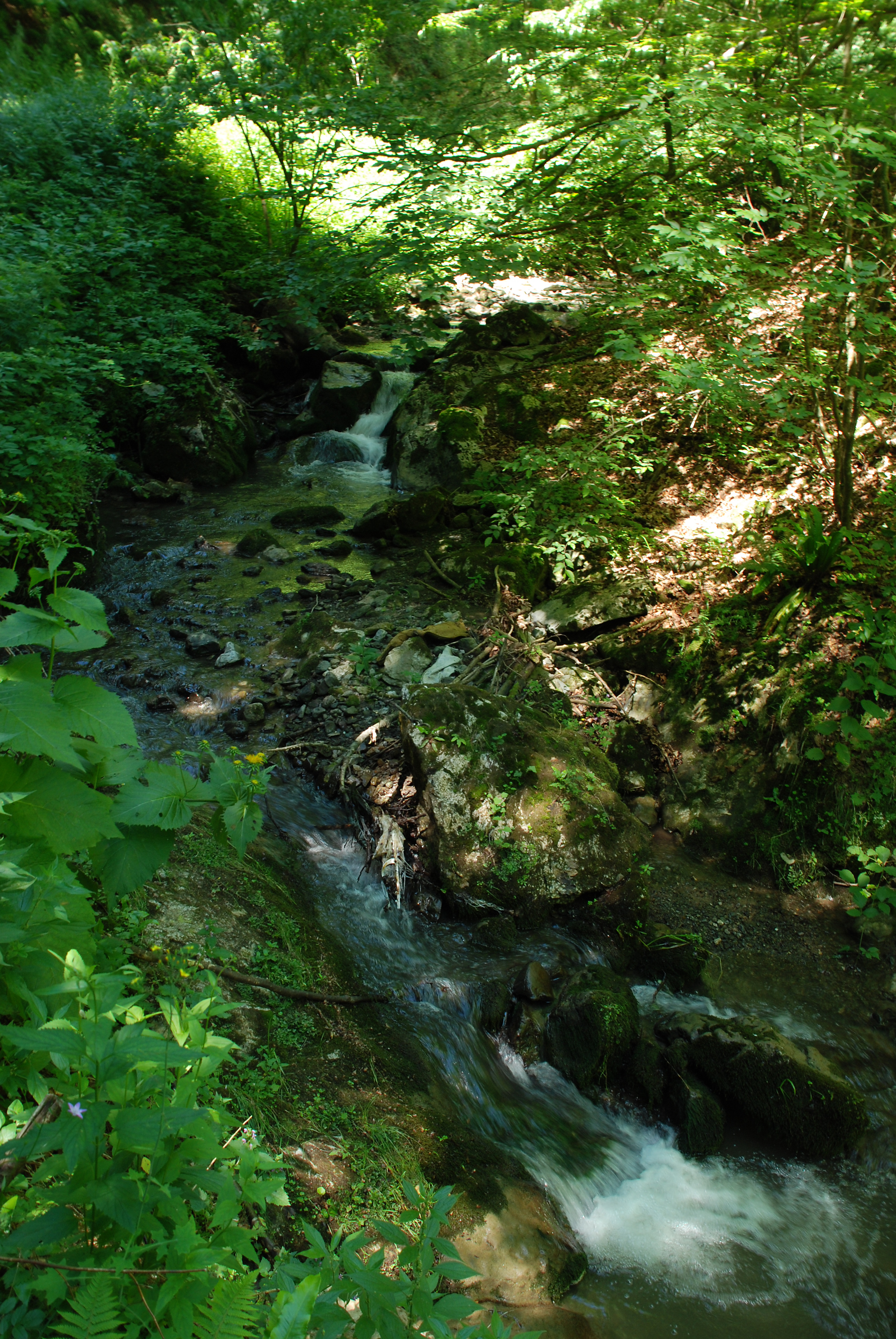
Źródło Jablanicy – góra Jablanik
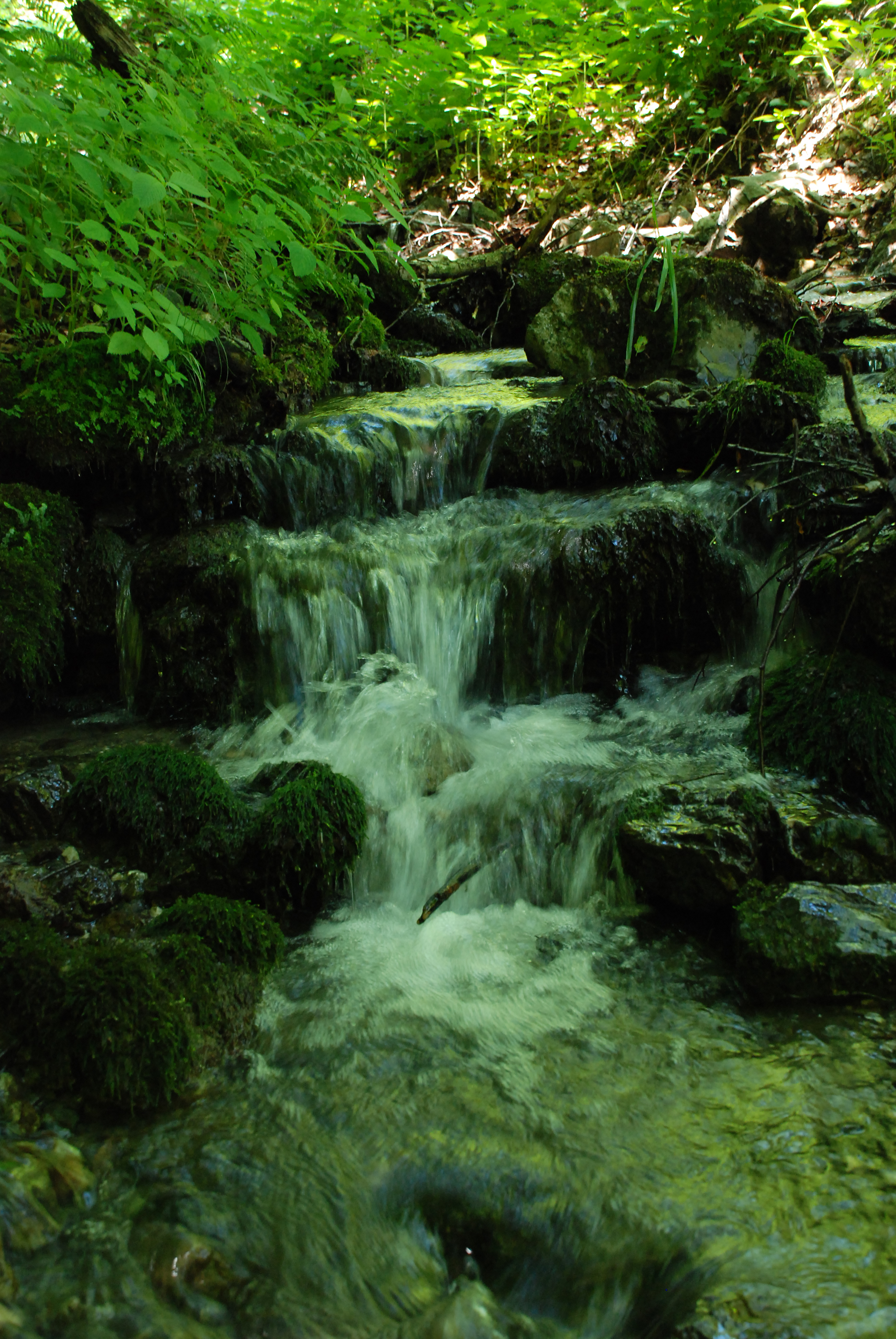
Źródło Jablanicy – góra Jablanik
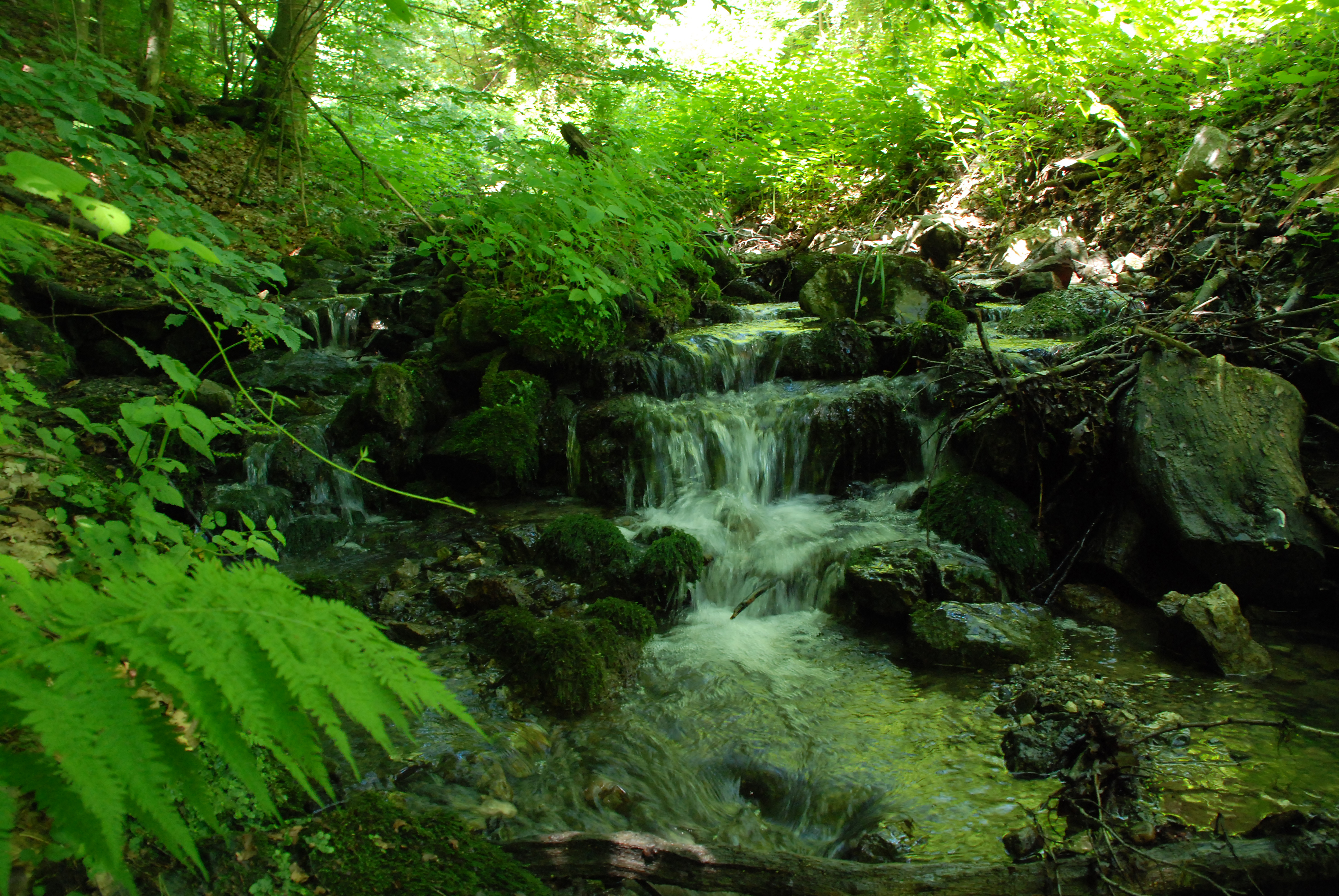
Źródło Jablanicy – góra Jablanik
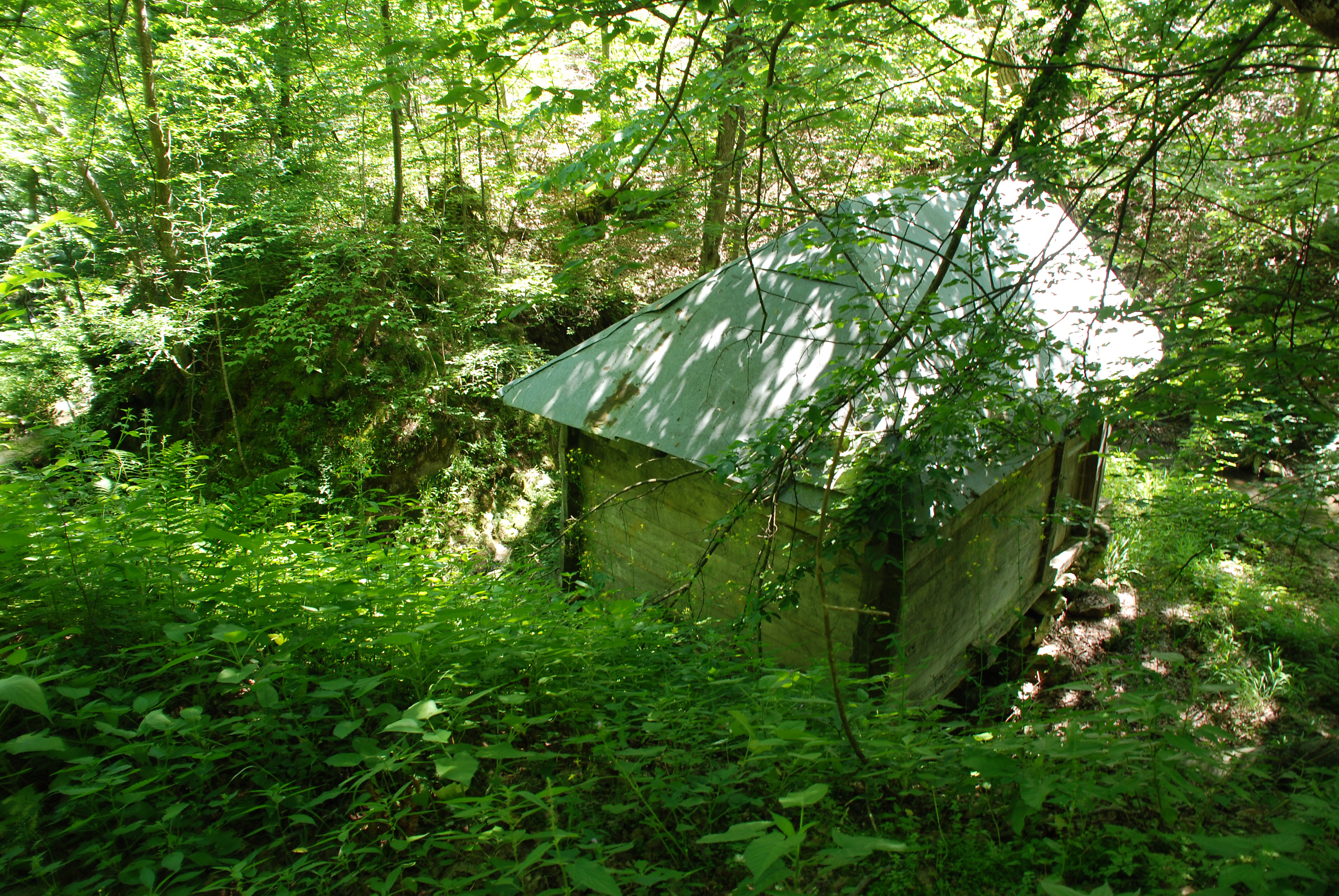
Źródło Jablanicy – góra Jablanik